# سامانتا کریستوفورتی
سامانتا کریستوفورتی (به انگلیسی: Samantha Cristoforetti) فضانورد اهل کشور ایتالیا است که در ۲۶ آوریل ۱۹۷۷ میلادی در میلان زاده شد.
وی در سال ۲۰۰۹ ازطرف سازمان فضایی اروپا انتخاب و توسط فضاپیمای سویوز تی‌ام‌ای به ایستگاه فضایی بین‌المللی منتقل گردید.
کریستوفورتی به زبان‌های ایتالیایی، فرانسوی، انگلیسی، آلمانی و روسی کاملاً مسلط است.